# Matca
Matca is een Roemeense gemeente in het district Galați.
Matca telt 12151 inwoners.